# Manuel Cabit
Manuel Cabit (Fort-de-France, 3 giugno 1993) è un ex calciatore francese, di ruolo difensore.

## Caratteristiche tecniche
È un terzino sinistro.

## Carriera
Ha militato nelle serie inferiori del calcio francese fino al 2016, quando si è trasferito all'Ajaccio, militante in Ligue 2.
Dopo tre stagioni in cui ha collezionato 76 presenze, nel 2019 è passato al Metz, neopromosso in Ligue 1. Il 3 novembre 2019 è coinvolto in un incidente stradale insieme al compagno di squadra Kévin N'Doram, a seguito del quale Cabit rimane paralizzato alle gambe.